# Bnei Sakhnin
Bnei Sakhnin este un club israelian de fotbal din Sakhnin. Este cel mai de succes club de fotbal de etnie arabă din Israel. Au câștigat Cupa Israelului în 2004.